# Unidad Habitacional Vicente Guerrero
Unidad Habitacional Vicente Guerrero är en ort i Mexiko.   Den ligger i kommunen Atlatlahucan och delstaten Morelos, i den sydöstra delen av landet, 60 km söder om huvudstaden Mexico City. Unidad Habitacional Vicente Guerrero ligger 1 664 meter över havet och antalet invånare är 423.
Terrängen runt Unidad Habitacional Vicente Guerrero är lite bergig. Runt Unidad Habitacional Vicente Guerrero är det tätbefolkat, med 613 invånare per kvadratkilometer. Närmaste större samhälle är Cuautla Morelos, 15,1 km söder om Unidad Habitacional Vicente Guerrero. Omgivningarna runt Unidad Habitacional Vicente Guerrero är en mosaik av jordbruksmark och naturlig växtlighet.